# Åträsket (Älvsby socken, Norrbotten)
Åträsket är en sjö i Älvsbyns kommun i Norrbotten och ingår i Piteälvens huvudavrinningsområde. Sjön har en area på 1,34 kvadratkilometer och ligger 203,9 meter över havet. Åträsket ligger i Piteälven Natura 2000-område. Sjön avvattnas av vattendraget Bölsmanån.

## Delavrinningsområde
Åträsket ingår i det delavrinningsområde (730545-170668) som SMHI kallar för Utloppet av Åträsket. Medelhöjden är 278 meter över havet och ytan är 20,65 kvadratkilometer. Räknas de 2 avrinningsområdena uppströms in blir den ackumulerade arean 31,52 kvadratkilometer. Bölsmanån som avvattnar avrinningsområdet har biflödesordning 2, vilket innebär att vattnet flödar genom totalt 2 vattendrag innan det når havet efter 93 kilometer. Avrinningsområdet består mestadels av skog (83 procent). Avrinningsområdet har 1,76 kvadratkilometer vattenytor vilket ger det en sjöprocent på 8,5 procent.